# Swanton (Ohio)
Swanton è un villaggio degli Stati Uniti d'America, situato nello stato dell'Ohio, diviso tra la contea di Fulton e la contea di Lucas.